# Коронавірусна хвороба 2019 у Румунії
Спалах коронавірусної хвороби 2019 у Румунії — це поширення пандемії коронавірусної хвороби 2019 територією Румунії.

## Перебіг подій

### 2020
Станом на 3 квітня в країні підтвердили 3183 зараження, з них 283 одужали, 118 осіб померли. Епіцентром епідемії в Румунії був Сучавський повіт, що межує із Чернівецькою областю.
22 березня в Румунії зареєстровано перший летальний випадок, помер чоловік у віці 67 років, він мав рак легенів.
24 березня в країні оголошено про початок тотального карантину. Жителям було дозволено виходити з дому лише для покупки їжі чи ліків, йти на роботу або в разі виникнення надзвичайних ситуацій. Людям, старшим за 65, було заборонено покидати домівку.
6 квітня країна на місяць продовжила надзвичайний стан.
16 квітня карантин було продовжено до 14 травня.
21 квітня президент Румунії Клаус Йоганніс заявив, що з 15 травня країна почне поступово послаблювати карантин, перед цим буде скасовано надзвичйний стан.
До 23 квітня місцева поліція виписала штрафів за порушення карантину на суму 79 млн євро. Поліціянти склали понад 200 тисяч протоколів на суму від 412 до 4120 євро.
17 липня Румунія продовжила заборону на в'їзд іноземців щонайменше до 15 серпня. При цьому транзитний проїзд не заборонено.
17 серпня в країні було продовжено режим надзвичайної ситуації щонайменше на 30 днів, жителів зобов'язали носити маски в громадських місцях і на вулицях.
8 жовтня в Бухаресті було посилено карантин: закрито бари, нічні клуби, дискотеки, казино та гральні зали.
20 жовтня в Бухаресті повторно закрили школи, ресторани й кінотеатри, скасовано всі культурні заходи в приміщеннях.
29 грудня в країні почалася кампанія глобальної вакцинації від COVID-19 вакциною виробництва BioNTech/Pfizer.

### 2021
7 лютого Румунія отримала першу партію вакцини AstraZeneca, що складається з 600 тис. доз вакцини.
29 березня у 24 містах Румунії пройшли антикарантинні протести, поліціянти виписали штрафів на понад 20 тис. євро.
29 квітня в Румунії було вперше виявлено зараження індійським штамом коронавірусу, хворим виявився 26-річний пацієнт, що прибув до країни за місяць до цього.
6 травня було оголошено, що Румунія безкоштовно передасть Україні 100 тисяч доз вакцини AstraZeneca.

### 2022
З 8 січня в країні введено штраф за носіння тканинних масок у розмірі $570.